# Anders Engberg (Dansband-Musiker)

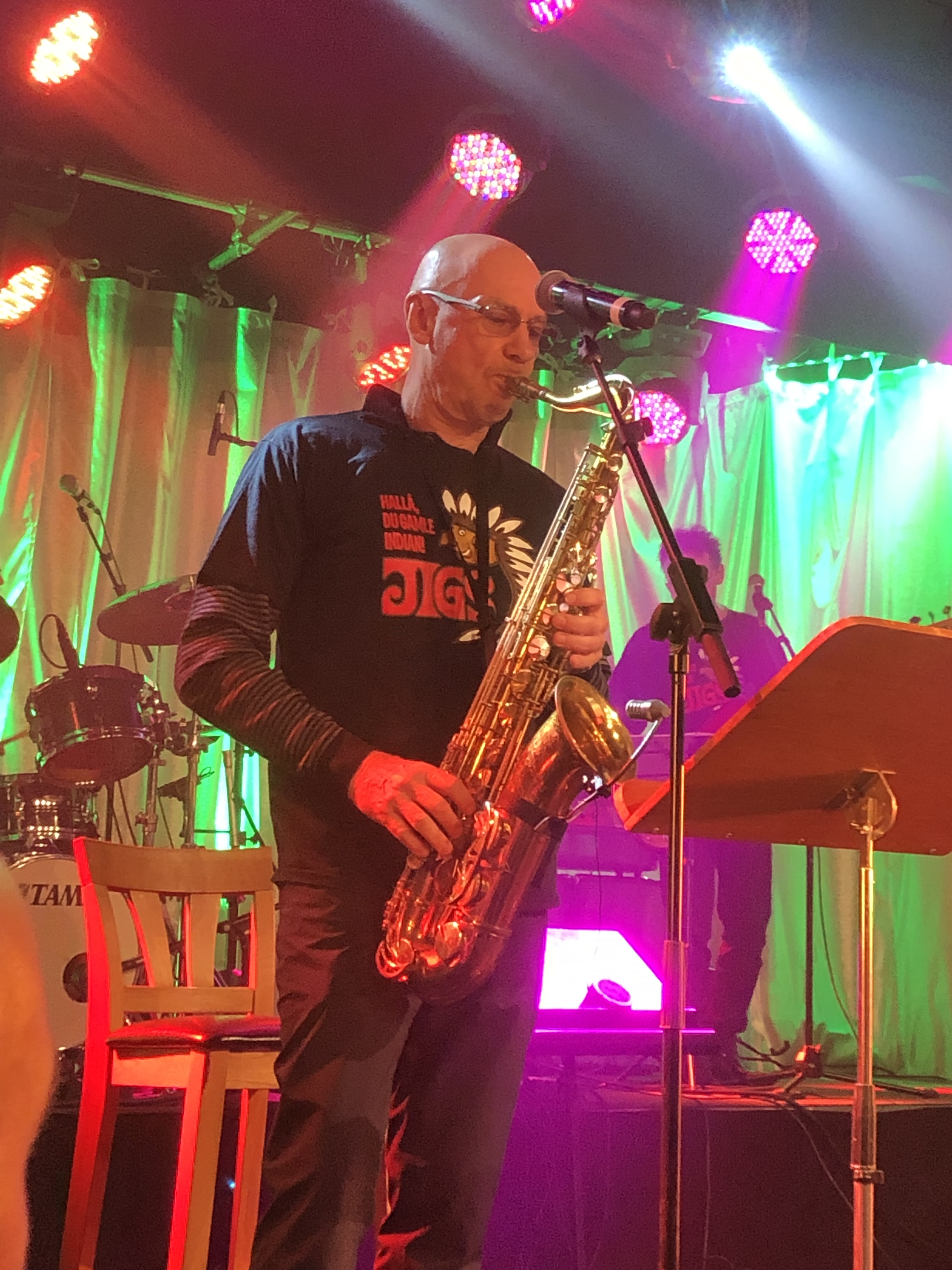
Anders Engberg

Anders Engberg ist ein Dansband-Musiker aus Schweden. Er spielt Saxophon. Früher war er mit Lotta Engberg verheiratet und spielte im Lotta & Anders Engbergs orkester und in der Dansband Anders Engbergs. Engberg war auch als Studiomusiker, Produzent und Arrangeur für verschiedene Künstler in Schweden und Norwegen tätig.
| Personendaten    | Personendaten        |
| ---------------- | -------------------- |
| NAME             | Engberg, Anders      |
| KURZBESCHREIBUNG | schwedischer Musiker |
| GEBURTSDATUM     | 20. Jahrhundert      |